# BBC Monthey-Chablais
BBC Monthey-Chablais is een Zwitserse basketbalclub uit Monthey opgericht in 1966. De club heette tot 2018 BBC Monthey. De ploeg speelt in de Swiss Basketball League.

## Geschiedenis
BBC Monthey werd in 1966 opgericht door een groep vrienden onder leiding van Pierrot Vanay en zijn broer onder een groep scouts. In 1978 promoveerde de club vanuit de derde klasse naar de tweede klasse. In 1981 bereikte de club voor de eerste keer de hoogste klasse, de club zou Europees basketbal spelen na de komst van Jef Buffat maar na zijn vertrek degradeerde de club in 1986 terug naar de tweede klasse. Ze keerde in 1992 terug naar de eerste klasse na eerder met financiële problemen gekampt te hebben. Het zou duren tot in 1996 toen ze voor de eerste keer landskampioen werden en een jaar later werden ze tweede. In 2003 wonnen ze hun eerste beker van Zwitserland. Een jaar later verloren ze in de finale van de beker en in 2005 wonnen ze hun tweede landskampioenschap maar verloren in de Coupe de la ligue.
In 2006 volgde een volgende overwinning in de beker maar in 2007, 2011 en 2012 werd er telkens verloren in de finale. In 2016 volgde de eerste overwinning in de Coupe de la ligue en dat werd herhaald een jaar later. Toen wonnen ze ook voor een derde keer het landskampioenschap maar verloren in de finale van de beker. In juli 2018 werd de naam van de club veranderd in BBC Monthey-Chablais nadat het aan het eind van het seizoen 2017/18 met financiële problemen kampten. Deze werden opgelost en ze kregen een nieuwe licentie maar wilden een frisse start onder een nieuwe naam.

## Palmares
- Zwitsers landskampioen: 1996, 2005, 2017
- Zwitserse basketbalbeker: 2003, 2006
  - Finalist: 2004, 2007, 2011
- Coupe de la ligue: 2016, 2017

## Competitie
- 1966-1978: 1re ligue
- 1978-1981: Ligue Nationale B
- 1981-1986: Ligue Nationale A
- 1986-1992: Ligue Nationale B
- 1992-0000: Ligue Nationale A

## Coaches
- 1976-0000:  David Cullen
- 1987-1988:  Ed Gregg
- 1988-1989:  Patrick Descartes
- 1989-1996:  Étienne Mudry
- 1998-1999:  Curtis Berry
- 2002-2003:  Étienne Mudry
- 2003-2007:  Sébastien Roduit
- 2007-2008:  Nebojša Lazarević
- 2008:  François Wohlhauser
- 2008-2009:  Sébastien Roduit
- 2009:  Darko Ristić
- 2009-2011:  Thibaut Petit
- 2011-2013:  Petar Aleksić
- 2013-2014:  Marc Overney
- 2014-2015:  Julian Martinez
- 2015:  Christophe Roessli
- 2015-2017:  Nikša Bavčević
- 2017:  Nathan Zana
- 2017-2018:  Branko Milisavljević
- 2018-2019:  Emmanuel Schmitt
- 2019-0000:  Patrick Pebble

## Bekende (oud-)spelers
| - Stéphane Moris - Ryan Richards |